# Project CARS (jogo eletrônico)
Project CARS (Community Assisted Racing Simulator) é um jogo do gênero simulador de corrida desenvolvido pela companhia Slightly Mad Studios e distribuído pela Bandai Namco Entertainment. Foi lançado para PlayStation 4, Xbox One e Microsoft Windows em 7 de maio de 2015, e para SteamOS mais tarde em 2015. Project CARS seria originalmente desenvolvido para Microsoft Windows, Wii U, PlayStation 3 e Xbox 360, mas a 6 de Novembro de 2013, a Slightly Mad Studios anunciou que as versões para PlayStation 3 e Xbox 360 seriam canceladas. Em 21 de Julho de 2015 foi cancelado a versão para Wii U. O jogo passou também por uma série de atrasos, e passou o seu lançamento de novembro de 2014 para maio de 2015.
O projeto foi financiado pela comunidade e pelos próprios desenvolvedores, sem o tradicional incentivo de um distribuidor. Através da compra de "pacotes", jogadores puderam contribuir para o desenvolvimento em diferentes partes do projeto. Os membros têm alguns benefícios de acordo com o pacote que adquiriram, recebendo uma parte do lucro das vendas, gerados nos primeiros 2 anos após o lançamento, como recompensa pelo seu esforço, a ser pago trimestralmente. Os membros têm também acesso ao fórum privado da Slightly Mad Studios, o World of Mass Development.

## Jogabilidade

### Características
O jogo possui ao todo 74 veículos e mais de 110 pistas disponíveis. Por razões de licença o jogo conta com algumas pistas fazendo referencia a sua localização geográfica e conta com dois traçados ficcionais inspirados na Costa Azul e na Pacific Coast Highway. O jogo tem à partida todos os carros desbloqueados e todas as pistas desbloqueadas.

### Física
O jogo utiliza o Madness Engine, que foi usado nos jogos Need for Speed Shift também e que foi modificado durante o desenvolvimento. O maior poder de processamento dos computadores atuais possibilitou a introdução de um modelo dinâmico de pneus, designado "SETA", para ser usado no Project CARS, ao invés do modelo fixo baseado nas tabelas como foi usado em simuladores de gerações anteriores.
Alem da contribuição da comunidade, Slightly Mad Studios contratou os serviços do piloto Ben Collins, que também participou do programa Top Gear como "Stig", Nicolas Hamilton, piloto no Campeonato Britânico de Carros de Turismo (BTCC) e irmão mais novo da estrela da Fórmula 1 Lewis Hamilton, Oli Webb, atualmente piloto na ELMS, René Rast, piloto no WEC, Christie Doran e William Tregurtha.

### Conteúdo para download
O jogo possui vários DLC, entre gratuitos e pagos desde o seu lançamento. O primeiro DLC disponivel foi o Limited Edition Upgrade, lançado em junho de 2015, que adicionava cinco carros a versão base do jogo que já estavam presentes na versão Project CARS Limited Edition. Foi seguidos pelos DLCs Racing Icons Car Pack, Modified Car Pack, que já estavam disponíveis na versão pré-lançamento do jogo, e Old vs New Car Pack, todos adicionavam novos veículos ao jogo. Ainda em 2015 os desenvolvedores lançaram os seguintes conteúdos Audi Ruapuna Speedway Expansion, Aston Martin Track Expansion e o Classic Lotus Track Expansion, que adicionavam novos carros e pistas como a versão histórica de Hockenheimring, Circuito de Silverstone e Rouen-Les-Essarts. O Japanese Car Pack por sua vez adicionava carros da Toyota, Mitsubishi e Scion, equanto o Renault Sport Car Pack continha cinco novos carros da Renault. Em 2016, Slightly Mad Studios lançou o Stanceworks Track Expansion  e US Car Pack, que adicionava o Chevrolet Corvette C7.R, Cadillac ATS-V.R GT3 em conjunto com Dallara DW12 e o carro de NASCAR Ford Fusion. O útimo DLC lançado em 2016 foi o Pagani Nürburgring Combined Track Expansion que continha o conteúdo bonus disponivel na versão Project Cars Game of the Year Edition.

### Demonstração Gratuita
Em 28 de Outubro de 2016 foi lançado uma demonstração gratuita para computador do jogo chamada Project CARS - Pagani Edition o qual contém 3 pistas e 5 veículos disponíveis para o jogador em dois modos de jogo Time Trial  e  Quick Race Weekend  com suporte a resolução 4K e óculos de realidade virtual.

### Realidade Virtual
A 26 de Agosto de 2012, o suporte para os óculos de realidade virtual Oculus Rift foi anunciado nos fóruns. O anúncio expôs que pelo menos um Kit de Desenvolvimento do Oculus Rift seria trazido. Membros do projeto podem seguir detalhes do desenvolvimento através de um link no fórum.
O jogo também tem suporte para os óculos de realidade virtual da Sony, o Project Morpheus.